# Judith O'Brien
Judith O'Brien é uma escritora estadunidense. É conhecida pelos seus romances, mas também trabalha com banda desenhada. Um dos seus livros, publicado pela Marvel Press, tem Mary Jane Watson da série Homem-Aranha como protagonista.